# Galium divaricatum
Galium divaricatum (Pourr.) es una planta herbácea anual de la familia de las rubiáceas. 

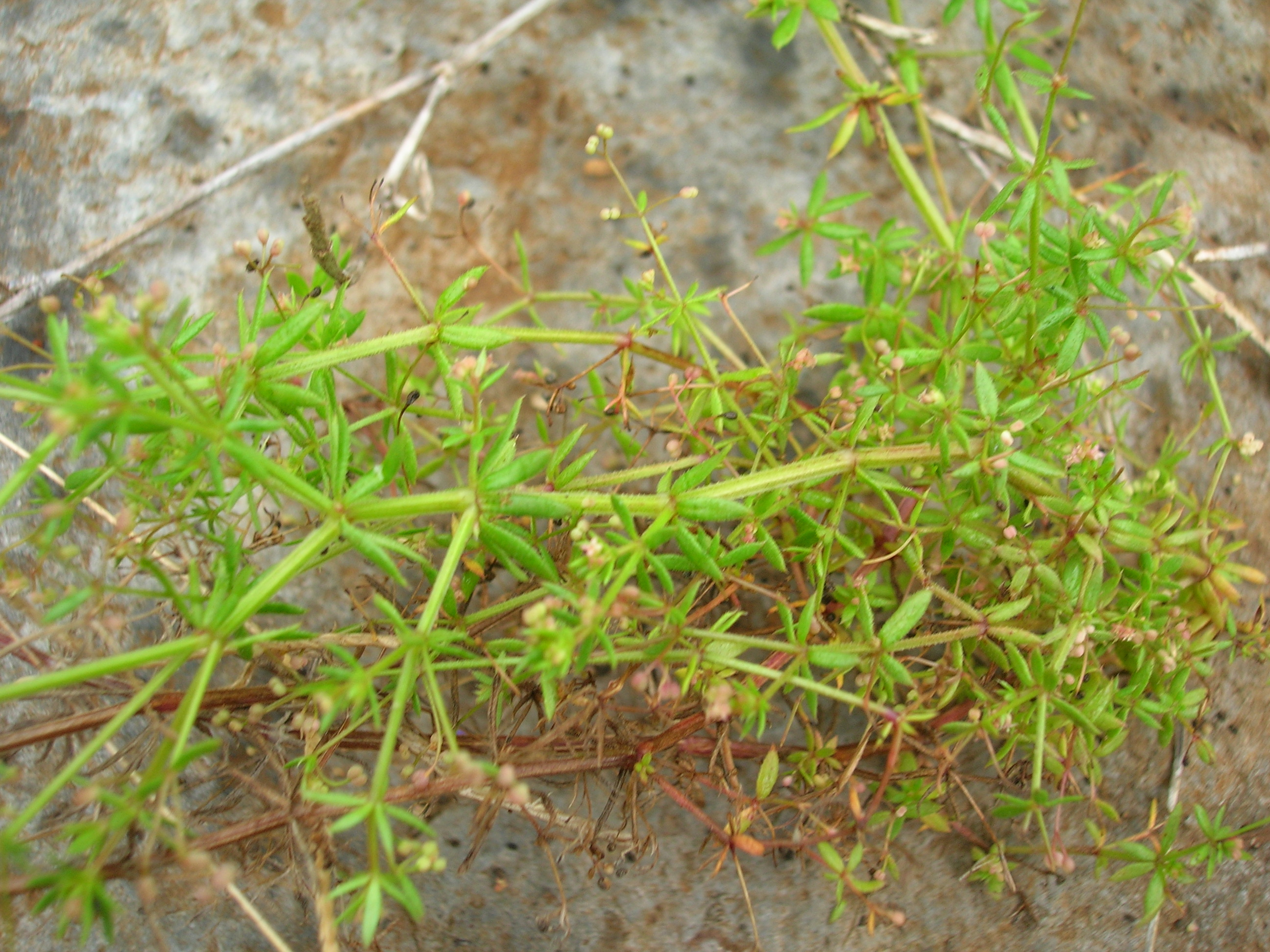
Vista de la planta

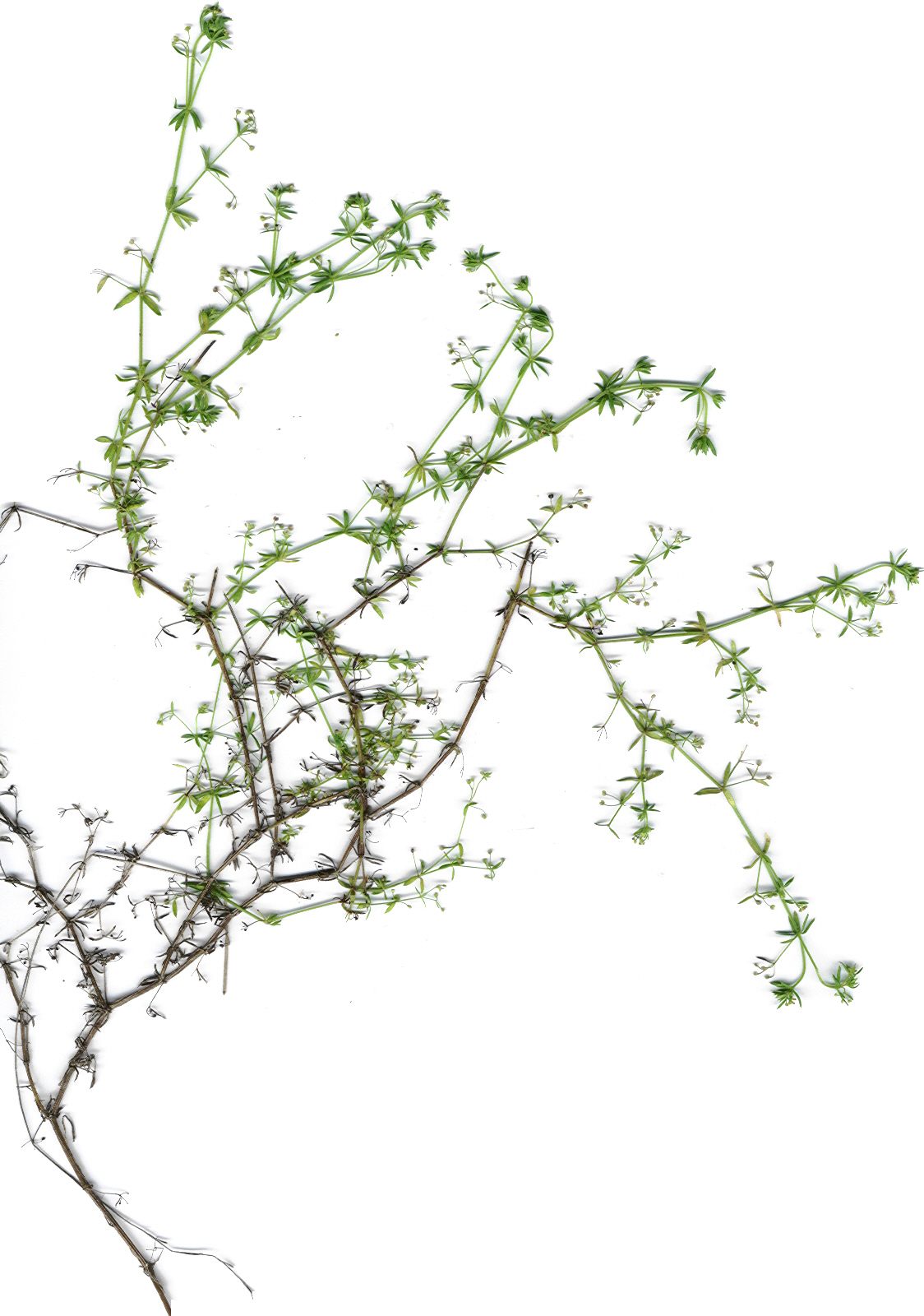
Planta

## Descripción
Especie muy relacionada con el polimorfo Galium parisiense L., al que algunos autores consideran subordinada. Se diferencia fundamentalmente por sus pedúnculos, en su mayor parte 3-7 veces más largos que los pedicelos, que son filiformes y más o menos péndulos tras la antesis, con hojas lineares, por lo general no reflejas. La inflorescencia es ancha, laxa, con ramificaciones laterales largas, patentes y frutos glabros.

## Distribución y hábitat
Es una especie de amplia distribución, que en Europa ocupa buena parte del sur del territorio. En la península ibérica se encuentra dispersa por prácticamente toda la Península. Crece en  Crestones y rellanos de roquedos o crestas, en donde forma parte de comunidades terofíticas en ambientes de quejigar o encinar, sobre suelos ácidos o descarbonatados en alturas de 150 a 1.600 m s. n. m.

## Taxonomía
Galium divaricatum fue descrita por (Pourr.)   ex Lam. y publicado en Encyclopédie Méthodique, Botanique 2(2): 580–581, en el año 1788.
Etimología
Galium: nombre genérico que deriva de la palabra griega gala que significa  "leche",  en alusión al hecho de que algunas especies fueron utilizadas para cuajar la leche.
divaricatum: epíteto latíno que significa "extendida".
Sinonimia
- Galium parisiense var. divaricatum (Pourr. ex Lam.) W.D.J.Koch (1835 publ. 1836)
- Galium parisiense subsp. divaricatum (Pourr. ex Lam.) Rouy in Rouy & Foucaud (1903)
- Galium anglicum var. parvifolium (Gaudin ex Roem. & Schult.) DC. in ?.
- Galium parvifolium Gaudin ex Roem. & Schult. (1818).
- Galium parisiense subsp. parvifolium (Gaudin ex Roem. & Schult.) Gaudin (1828).
- Galium parisiense var. leiocarpum Tausch (1835).
- Galium parisiense var. trichocarpum Tausch (1835).
- Galium tenellum Clos in Gay  (1848), nom. illeg.
- Galium tenuicaule Jord. (1852), nom. illeg.
- Aparinella tenuicaulis (Jord.) Fourr. (1868).
- Galium mungieri Boiss. & Heldr. in Boiss. (1875).
- Galium divaricatum var. mungieri (Boiss. & Heldr.) Nyman (1879).
- Galium divaricatum var. tenuicaule Nyman (1879).
- Galium parisiense var. tenuicaule (Jord.) Rouy in Rouy & Foucaud (1903)
- Galium aridicola Briq. (1908).
- Galium parisiense var. australe Ewart & Jean White (1909).[5][6]